# Gwenno Saunders

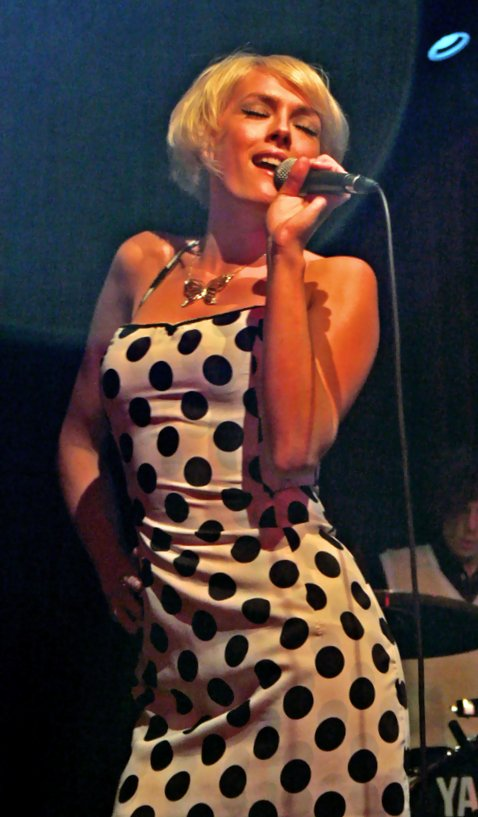
Gwenno Saunders, 2007

Gwenno Saunders (* 23. Mai 1981 als Gwenno Mererid Saunders in Cardiff, Wales) ist Sängerin und war von 2005 bis 2011 Sängerin der Popband The Pipettes.

## Leben
Saunders’ Eltern sind der kornische Dichter Tim Saunders und die Aktivistin und Übersetzerin Lyn Mererid. Sie spricht fließend Walisisch und Kornisch. Sie trat als Solistin zunächst hauptsächlich in diesen beiden Sprachen auf. In dieser Zeit schrieb sie die EPs „Môr Hud“ (2002) und „Vodya“(2004). Sie war auch Moderatorin der Fernsehsendung „Ydy Gwenno’n Gallu…?“ („Kann Gwenno… ?“) und trat in der Seifenoper „Pobol y Cwm“ auf, beides auf dem walisischen Sender S4C. Außerdem wirkte sie bei Riverdance mit.
Nachdem Julia Clarck-Lowes die Band verlassen hatte, trat Saunders 2005 der Band bei. Innerhalb ihrer Arbeit in der Band waren ihre wichtigsten Beiträge die Single „Pull Shapes“ als auch der Refrain von „Your Kisses Are Wasted On Me“. Außerdem schrieb sie die Songs „A Winter’s Sky“ und „Guess Who Ran Away With The Milkman“.